# Liste der Biografien/Nei
Liste der Biografien |
Portal Biografien |
Personensuche
# |
A |
B |
C |
D |
E |
F |
G |
H |
I |
J |
K |
L |
M |
N |
O |
P |
Q |
R |
S |
T |
U |
V |
W |
X |
Y |
Z |
?
 
Na |
Nb |
Nc |
Nd |
Ne |
Nf |
Ng |
Nh |
Ni |
Nj |
Nk |
Nl |
Nm |
Nn |
No |
Nr |
Ns |
Nt |
Nu |
Nv |
Nw |
Nx |
Ny |
Nz
 
Nea |
Neb |
Nec |
Ned |
Nee |
Nef |
Neg |
Neh |
Nei |
Nej |
Nek |
Nel |
Nem |
Nen |
Neo |
Nep |
Ner |
Nes |
Net |
Neu |
Nev |
New |
Nex |
Ney |
Nez
Die Liste der Biografien führt alle Personen auf, die in der deutschsprachigen Wikipedia einen Artikel haben. Dieses ist eine Teilliste mit 304 Einträgen von Personen, deren Namen mit den Buchstaben „Nei“ beginnt.

## Nei
- Nei, Iivo (* 1931), estnischer Schachspieler
- Nei, Masatoshi (1931–2023), japanischer Genetiker und Evolutionsbiologe

### Neib
- Neibauer, Lance (* 1951), US-amerikanischer Geschäftsmann und Flugzeugkonstrukteur
- Neibecker, Bruno (* 1953), deutscher Ökonom und Hochschullehrer
- Neiber, Gerhard (1929–2008), deutscher Generalleutnant und Vizeminister für Staatssicherheit der DDR
- Neiberg, Michael S. (* 1969), US-amerikanischer Militärhistoriker
- Neiberka, Algirdas (* 1972), litauischer Politiker, Bürgermeister von Vilkaviškis
- Neiburg, Al J. (1902–1978), US-amerikanischer Songwriter

### Neid
- Neid, Silvia (* 1964), deutsche Fußballspielerin und -trainerinSilvia Neid (* 1964)

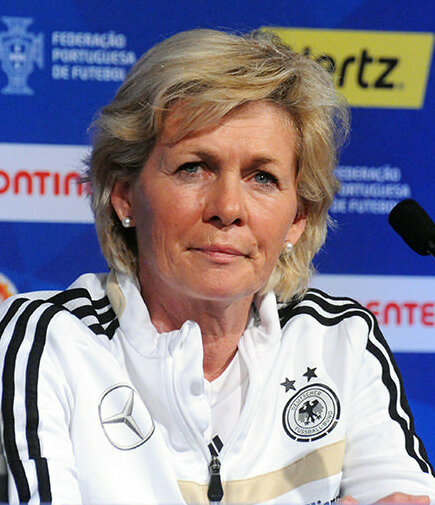
Silvia Neid (* 1964)

- Neid, Waltraud (* 1942), deutsche Filmschauspielerin und ehemalige Kinderdarstellerin
- Neide, Eduard (1818–1883), deutscher Gärtner, preußischer Gartendirektor
- Neide, Emil (1843–1908), deutscher Maler
- Neide, Friedrich August (1781–1851), deutscher Arzt
- Neide, Johann Christoph (1681–1754), deutscher Arzt
- Neide, Johann Georg Christoph (1756–1836), deutscher Pädagoge, evangelischer Theologe
- Neide, Maria (1780–1831), deutsche Krankenschwester
- Neideck, Georg III. von († 1514), römisch-katholischer Bischof
- Neideck, Otto (* 1953), deutscher Politiker (CDU)
- Neidel, Hans-Dieter (* 1939), deutscher Boxer (DDR)
- Neidel, Warren (* 1980), namibischer Fußballspieler
- Neidenburg, Stephan von († 1495), deutscher Bischof von Kulm
- Neiderhell jun., Josef (* 1949), deutscher Lehrer und Landrat
- Neiderhell sen., Josef, deutscher Kommunalpolitiker und Landrat
- Neiderman, Andrew (* 1940), US-amerikanischer Schriftsteller und Drehbuchautor
- Neidhard, Hans (1899–1979), deutscher Jurist

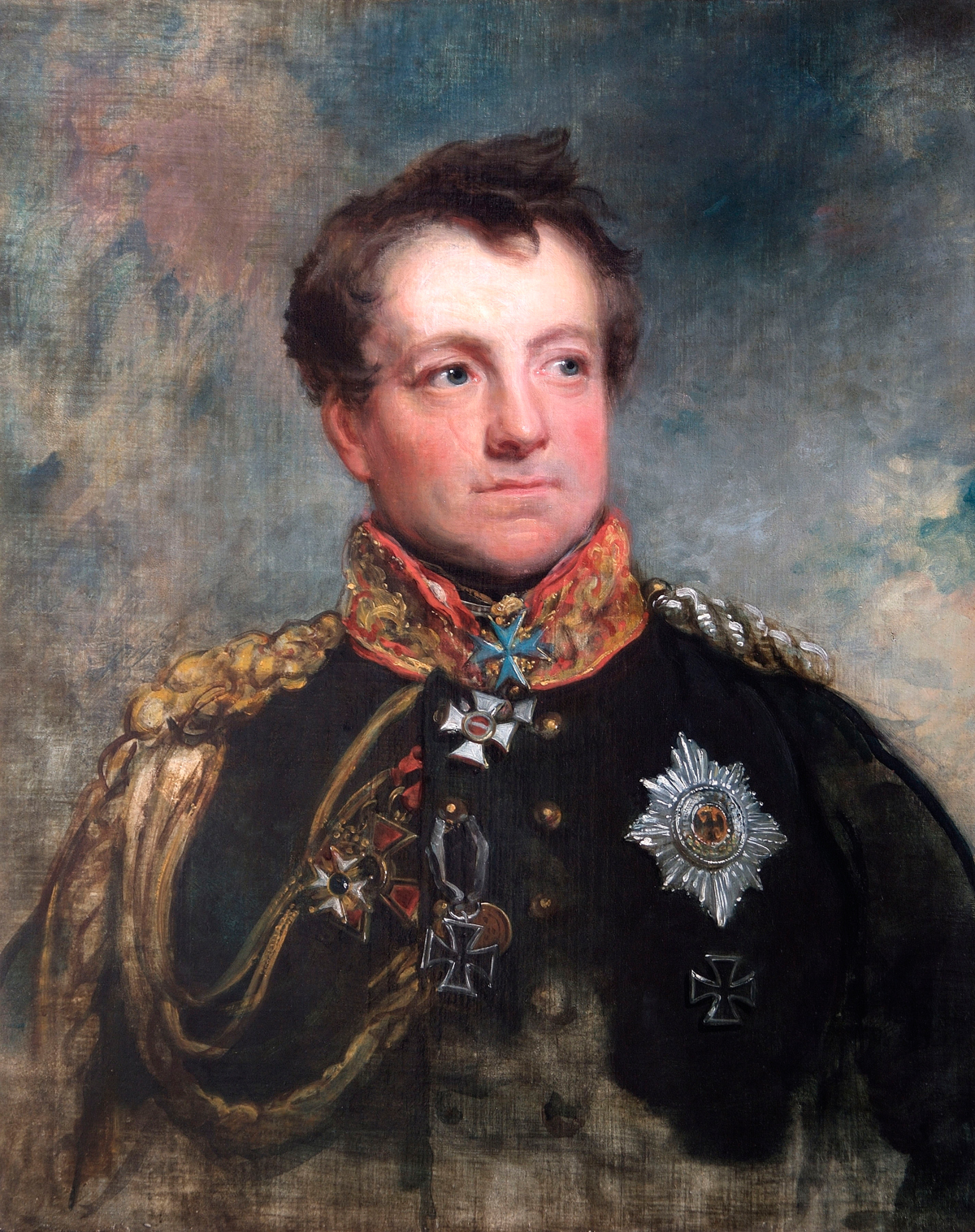
August Neidhardt von Gneisenau (1760–1831)

- Neidhardt von Gneisenau, August (1760–1831), preußischer Generalfeldmarschall und HeeresreformerAugust Neidhardt von Gneisenau (1760–1831)
- Neidhardt von Gneisenau, Bruno (1811–1889), preußischer General der Infanterie
- Neidhardt von Thüngen (1545–1598), Bischof von Bamberg
- Neidhardt, Eduard (1801–1858), Landtagsabgeordneter Großherzogtum Hessen, Landrat
- Neidhardt, Elke (1941–2013), deutsch-australische Schauspielerin und Opernregisseurin
- Neidhardt, Fabian (* 1986), deutscher Autor, Sprecher und freier Journalist
- Neidhardt, Friedhelm (1934–2023), deutscher Soziologe und Universitätsprofessor
- Neidhardt, Hagen (1950–2019), deutscher Mathematiker
- Neidhardt, Hans Joachim (1925–2024), deutscher Kunsthistoriker und Kurator
- Neidhardt, Henning (* 1992), deutscher Jazzmusiker (Piano, Keyboard, Komposition)
- Neidhardt, Johann Eberhard (1607–1681), Politiker in Spanien und römischer Kardinal
- Neidhardt, Johann Georg († 1739), preußischer Organist, Komponist und Musiktheoretiker
- Neidhardt, Juraj (1901–1979), jugoslawischer Architekt
- Neidhardt, Karl von (1831–1909), deutscher Verwaltungsjurist und Großherzoglich hessischer außerordentlicher Gesandter und Bevollmächtigter beim Bundesrat
- Neidhardt, Klaus (* 1952), deutscher Kriminologe, Senatsvorsitzender und Gründungspräsident der Deutschen Hochschule der Polizei
- Neidhardt, Malte (1932–1988), deutscher Pädiater und Onkologe
- Neidhardt, Paul (1874–1951), deutscher Maler
- Neidhardt, Peter (1911–1973), deutscher Physiker und Erfinder
- Neidhardt, Werner (* 1940), deutscher Fußballspieler
- Neidhardt, Wolfgang (1575–1632), deutscher Bronzegießer, Glocken- und Stückgießer
- Neidhardt, Wolfgang (* 1930), deutscher Generalleutnant (NVA)
- Neidhart, mittelhochdeutscher Dichter
- Neidhart, Alexander Heinrich (1817–1886), deutscher Politiker und Bürgermeister der Stadt Worms
- Neidhart, August (1867–1934), österreichischer Autor und Librettist
- Neidhart, Christian (* 1968), deutscher Fußballspieler und -trainer
- Neidhart, Christoph (* 1954), Schweizer Journalist und Autor
- Neidhart, G. Hubert (1928–1999), deutscher Maler
- Neidhart, James (1955–2018), kanadisch-amerikanischer Wrestler und SchauspielerJames Neidhart (1955–2018)

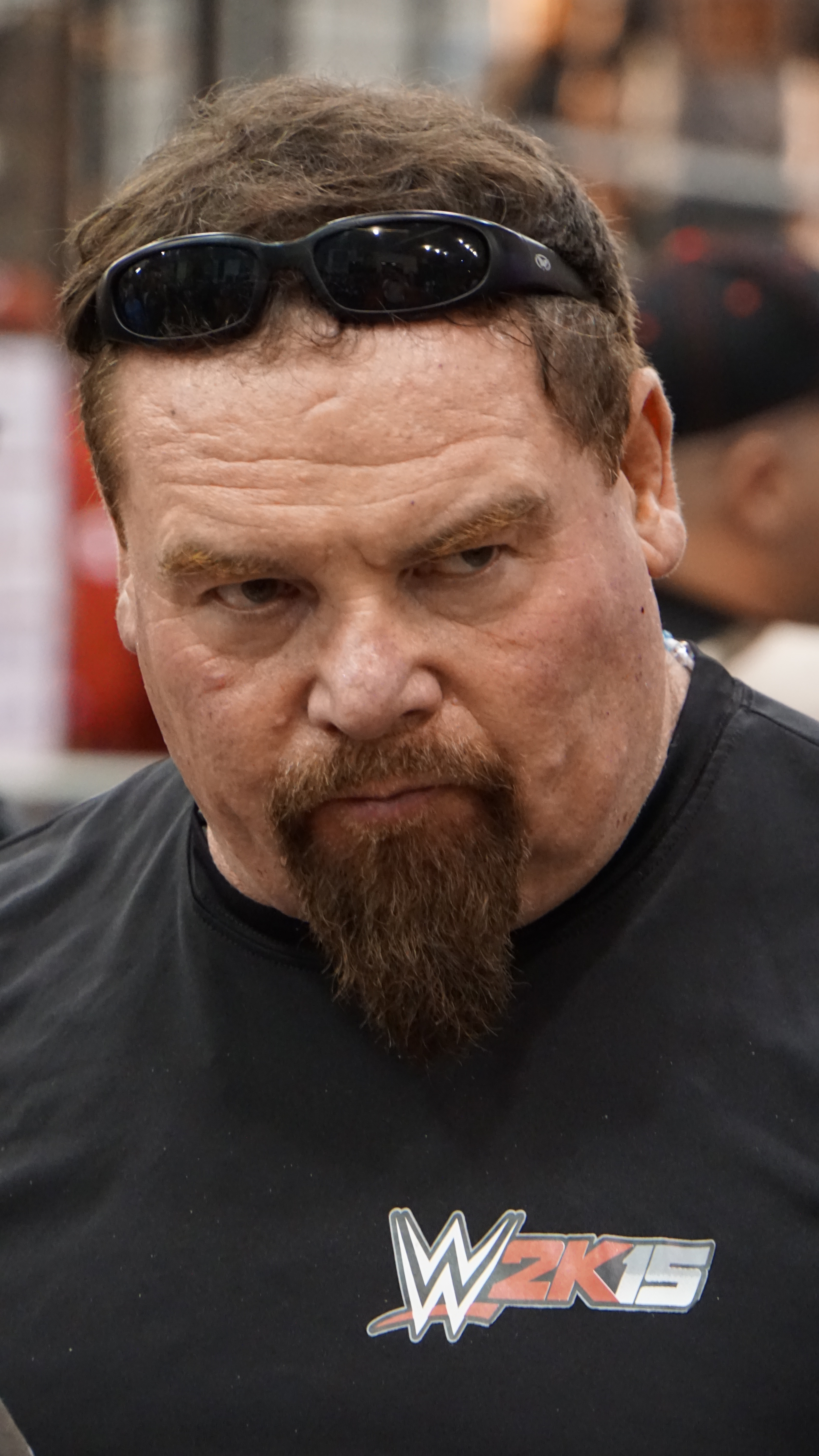
James Neidhart (1955–2018)

- Neidhart, Johann Friedrich (1744–1825), deutscher Pädagoge und Schulleiter
- Neidhart, Kristel (1933–2013), deutsche Schriftstellerin und Künstlerin
- Neidhart, Leonhard (* 1934), Schweizer Politikwissenschaftler
- Neidhart, Ludwig (* 1963), deutscher Philosoph, Mathematiker und römisch-katholischer Theologe
- Neidhart, Lukas (* 2001), deutscher Schauspieler
- Neidhart, Nico (* 1994), deutscher Fußballspieler
- Neidhart, Nina (* 2001), österreichische Handballspielerin
- Neidhart, Paul (1920–2007), Schweizer Gymnasiallehrer, Politiker und Sachbuchautor
- Neidhart, Peter (1981–2023), österreichischer Fußballspieler
- Neidhart, Rolf (* 1944), österreichischer Politiker (SPÖ), Abgeordneter zum Nationalrat
- Neidhart, Sebastian (1496–1554), deutscher Kaufmann
- Neidhart, Walter (1917–2001), Schweizer Theologieprofessor
- Neidhöfer, Gerhard (1931–2021), deutscher Elektroingenieur und Autor
- Neidholdt, Adolf (* 1859), Oberbürgermeister der Stadt Zerbst
- Neidholdt, Fritz (1887–1947), deutscher Offizier, zuletzt Generalleutnant
- Neidich, Charles (* 1953), US-amerikanischer Klarinettist und Dirigent
- Neidig, Claudia (* 1960), deutsche Schauspielerin
- Neidig, Mandy (* 1981), deutsche Schauspielerin
- Neiding, Franziska (* 2001), deutsche Schauspielerin und Synchronsprecherin
- Neidl, Franz (1858–1926), österreichischer Sänger
- Neidl, Walter Martin (1930–2014), deutscher Philosoph
- Neidlein, Alexander (* 1975), deutscher Politiker (NPD)Alexander Neidlein (* 1975)

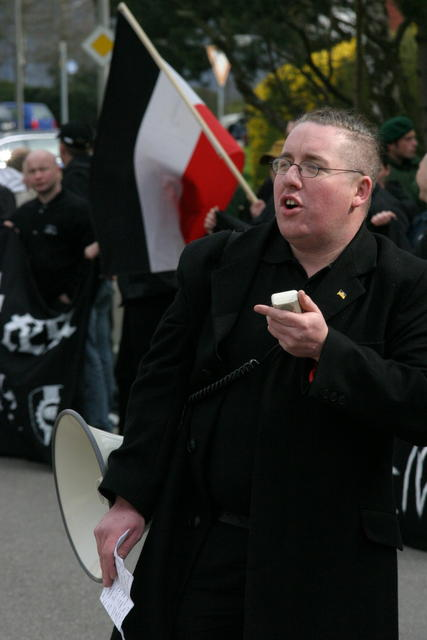
Alexander Neidlein (* 1975)

- Neidlein, Thomas († 1556), deutscher Prämonstratenserabt
- Neidlinger, Buell (1936–2018), US-amerikanischer Kontrabassist (auch Cellist) und Hochschullehrer
- Neidlinger, Georg (1839–1920), deutscher Nähmaschinenfabrikant
- Neidlinger, Gustav (1910–1991), deutscher Opernsänger (Bassbariton)
- Neidschütz, Rudolph von (1614–1682), sächsischer Generalwachtmeister

### Neie
- Neie, Hans (1932–2017), deutscher Schauspieler
- Neie, Karl-Heinz (* 1933), deutscher Radrennfahrer
- Neie, Ronny, deutscher Musiker, Tontechniker und Musikproduzent
- Neie, Rosemarie (* 1925), deutsche Schriftstellerin
- Neiendorff, Emmy (1888–1962), deutsche Opernsängerin (Alt/Contralto)
- Neier, Elisabeth (* 1953), österreichische Ärztin
- Neiertz, Conny (* 1956), luxemburgischer Radrennfahrer

### Neif
- Neifeind, Kurt (1908–1944), deutscher Regierungsrat und SS-Führer
- Neifeld, Ernst Jeremias (1721–1773), deutscher Mediziner

### Neig
- Neige (* 1985), französischer Metal-SängerNeige (* 1985)

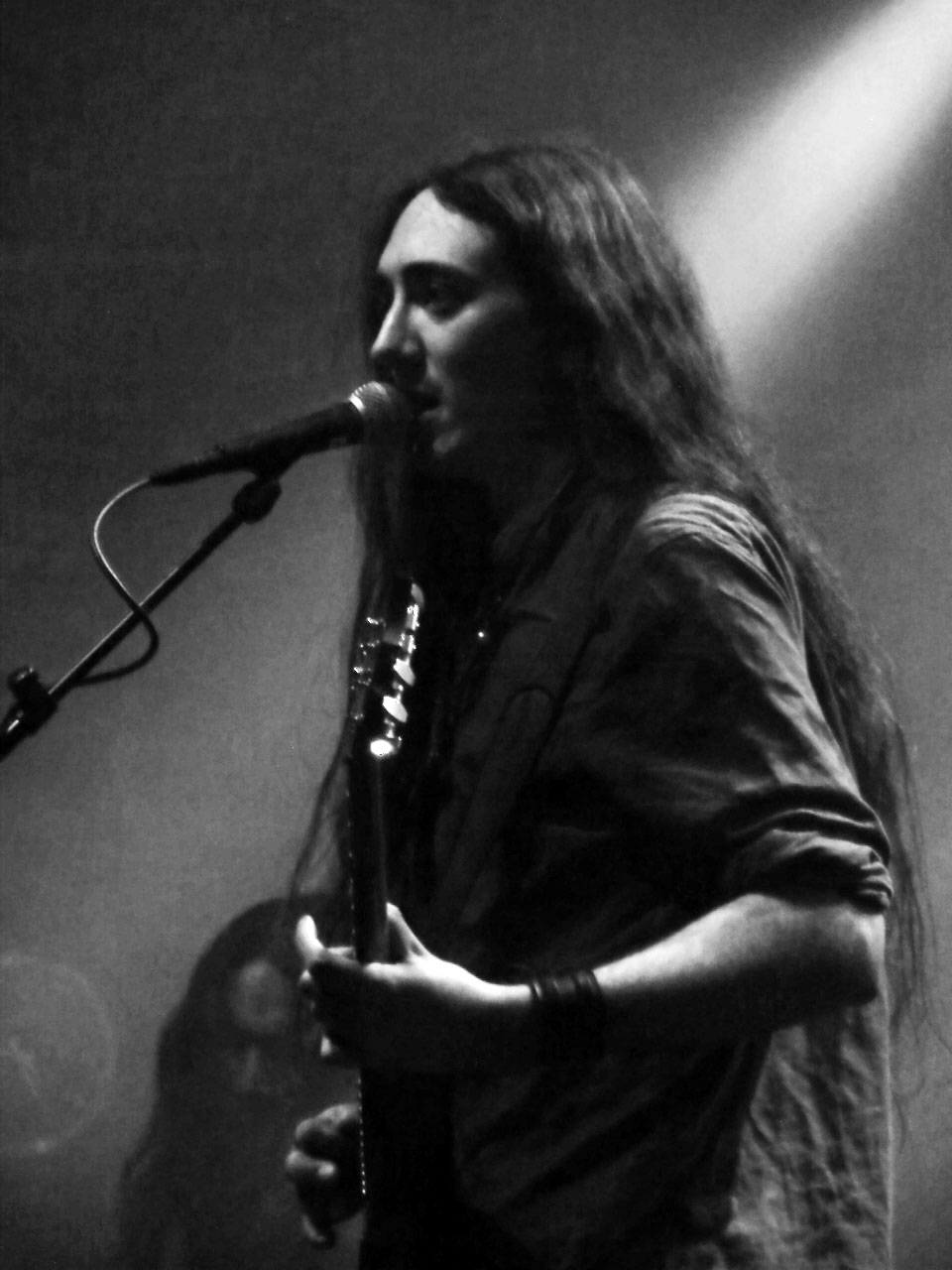
Neige (* 1985)

- Neigebaur, Ferdinand (1783–1866), deutscher Schriftsteller und Jurist
- Neigel, Julia (* 1966), deutsche Musikerin und SängerinJulia Neigel (* 1966)

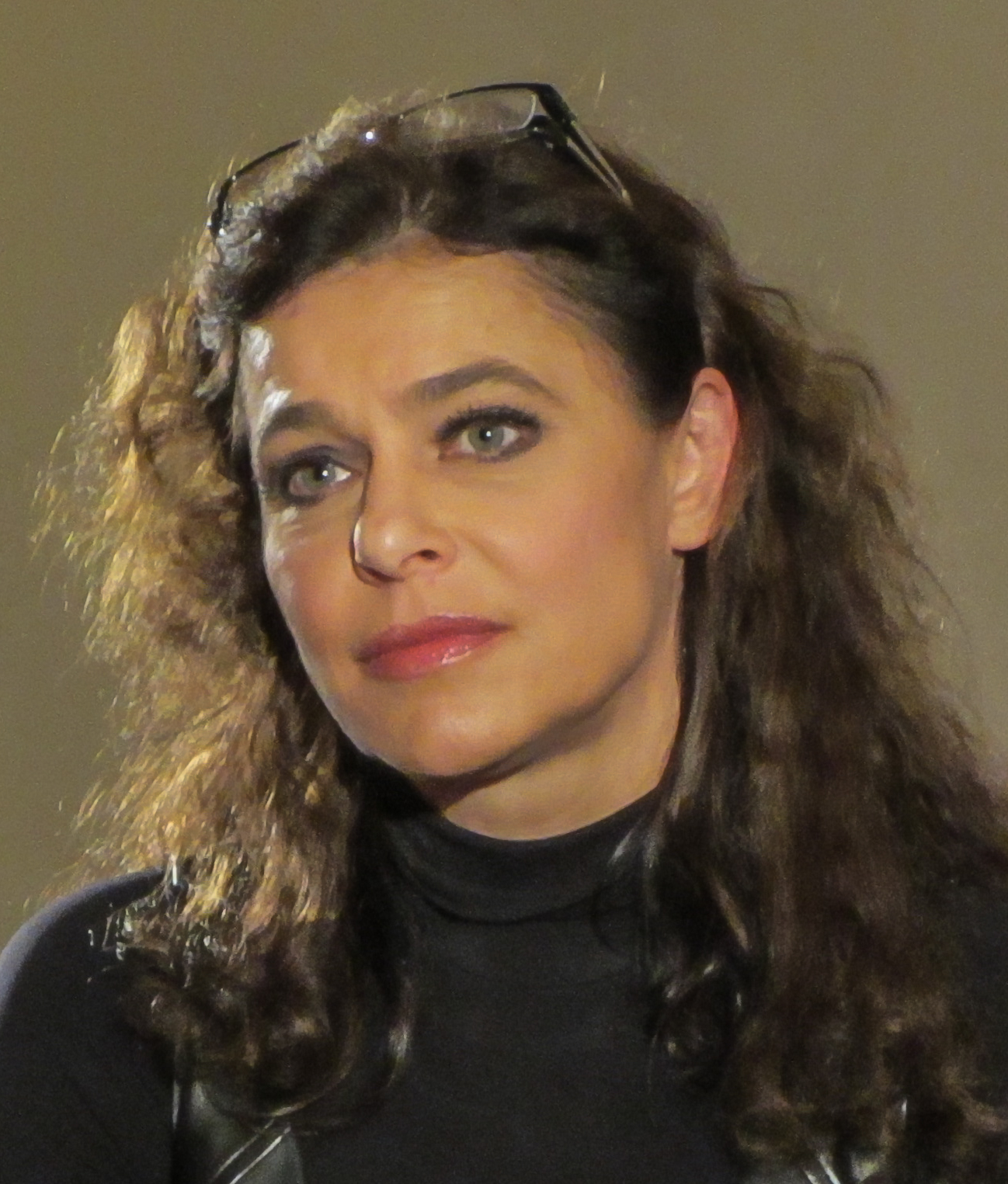
Julia Neigel (* 1966)

- Neigel, Stephanie (* 1986), deutsche Jazz- und Popsängerin
- Neigert, Vanessa (* 1992), deutsche Sängerin
- Neighbours, Jake (* 2002), kanadischer Eishockeyspieler
- Neigre, Gabriel (1774–1847), französischer General der Artillerie

### Neih
- Neihardt, John (1881–1973), US-amerikanischer Dichter, Indianerforscher und Autor
- Neihausen, Raphaela (* 1976), US-amerikanische Filmemacherin, Regisseurin und Filmproduzentin

### Neii
- Neiiendam, Nicolai (1865–1945), dänischer Theater- und Filmschauspieler, Bühnenregisseur und -autor

### Neik
- Neikais, antiker Glasproduzent in römischer Zeit
- Neike, Cedrik (* 1973), deutscher Wirtschaftsingenieur, Vorstandsmitglied der Siemens AG
- Neiked (* 1991), schwedischer Musikproduzent
- Neikes, Hans (1881–1954), deutscher Politiker
- Neikrug, George (1919–2019), US-amerikanischer Cellist und Streicherpädagoge
- Neikrug, Marc (* 1946), US-amerikanischer Komponist und Pianist
- Neikšāns, Arturs (* 1983), lettischer Schachgroßmeister

### Neil
- Neil, Al (1924–2017), kanadischer Jazzmusiker, Bildender Künstler und Autor
- Neil, Alex (* 1951), schottischer Politiker
- Neil, Alex (* 1981), schottischer Fußballspieler und -trainer
- Neil, Andrea (* 1971), kanadische Fußballspielerin
- Neil, Anita (* 1950), britische Sprinterin
- Neil, Bill (* 1939), US-amerikanischer Spezialist für visuelle Effekte im Film
- Neil, Chris (* 1979), kanadischer Eishockeyspieler
- Neil, Frank (1886–1940), australischer Theaterunternehmer
- Neil, Frankie (1883–1970), US-amerikanischer Boxer im Bantamgewicht
- Neil, Fred (1936–2001), US-amerikanischer Blues- und Folksänger und Songschreiber
- Neil, Iain, schottischer Physiker
- Neil, John Baldwin (1842–1902), Gouverneur des Idaho-Territoriums
- Neil, Steve (1953–2010), US-amerikanischer Jazzmusiker (Bassgitarre, Kontrabass, Perkussion)
- Neil, Vince (* 1961), US-amerikanischer MusikerVince Neil (* 1961)

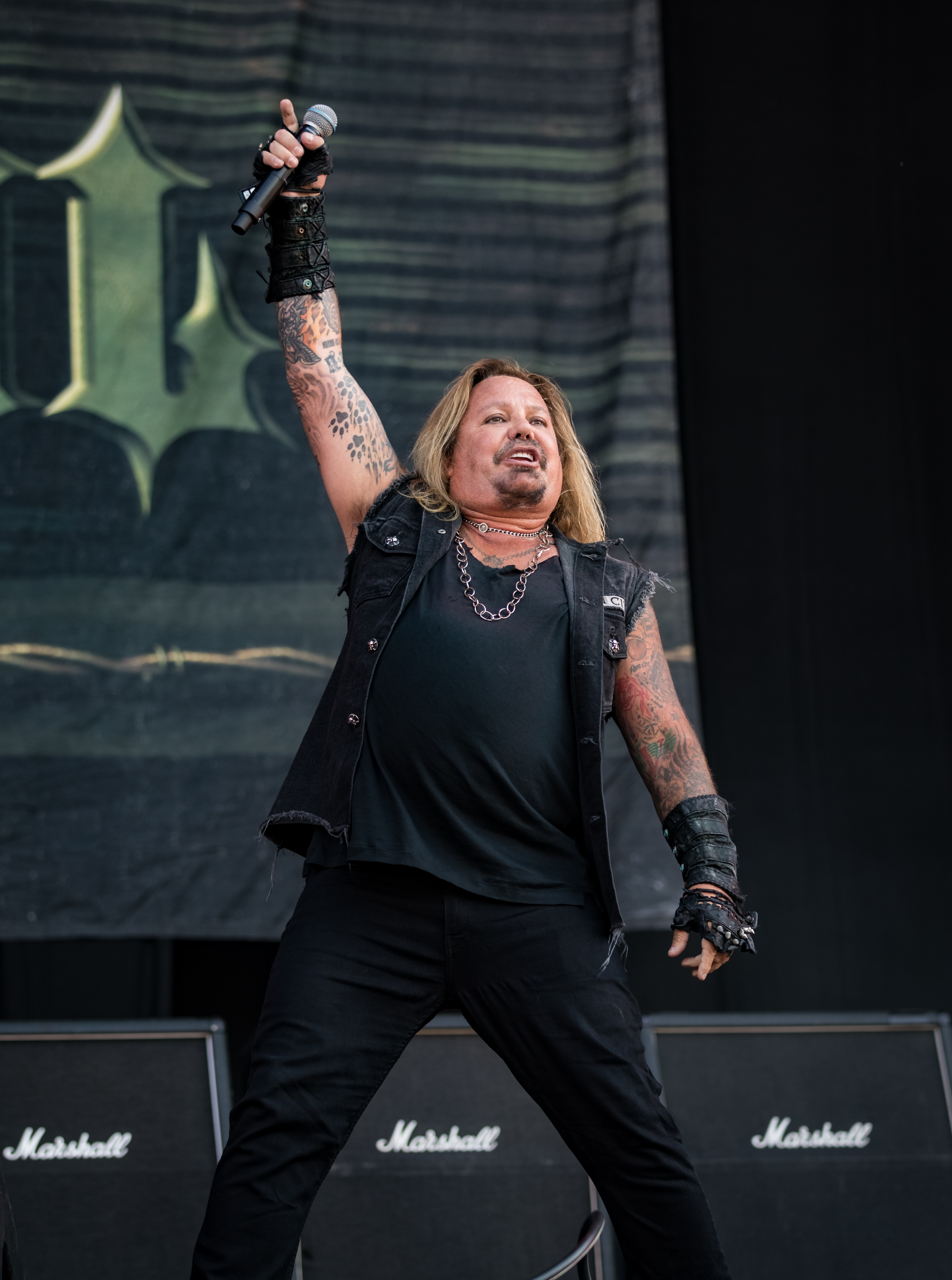
Vince Neil (* 1961)

- Neil-Fisher, Debra (* 1958), US-amerikanische Filmeditorin
- Neilan, Marshall (1891–1958), US-amerikanischer Filmschauspieler und Filmregisseur
- Neiland, Larisa (* 1966), sowjetisch-lettische Tennisspielerin
- Neilands, Krists (* 1994), lettischer Radrennfahrer
- Neild, John Camden († 1852), englischer Geizhals
- Neild, Robert (1924–2018), britischer Wirtschaftswissenschaftler, Friedensforscher und Autor
- Neile, Paul, englischer Höfling und Förderer der Naturforschung
- Neile, Richard (1562–1640), Erzbischof der anglikanischen Kirche
- Neile, William (1637–1670), englischer Mathematiker
- Neiling, Wolf-Dietrich (1942–2024), deutscher Handballspieler
- Neill, Alexander Sutherland (1883–1973), britischer ReformpädagogeAlexander Sutherland Neill (1883–1973)

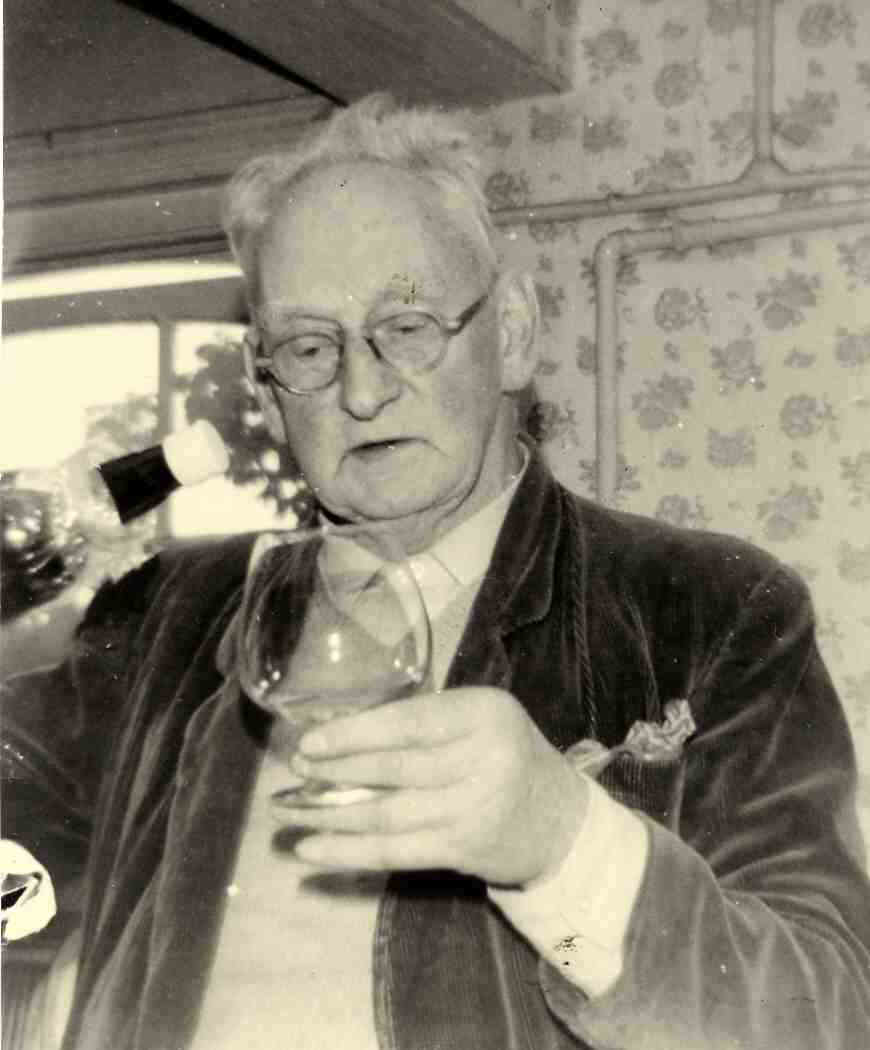
Alexander Sutherland Neill (1883–1973)

- Neill, Chloe (* 1975), US-amerikanische Autorin
- Neill, Ena (1910–1997), britische Pädagogin
- Neill, James (1810–1857), Offizier der Britischen Ostindien-Kompanie
- Neill, James (1860–1931), US-amerikanischer Theater- und Filmschauspieler in der Stummfilmzeit
- Neill, Jamie (* 1984), schottischer Badmintonspieler
- Neill, John Rea (1877–1943), US-amerikanischer Zeitschriften- und Kinderbuchillustrator
- Neill, Lucas (* 1978), australischer Fußballspieler
- Neill, Marshall Allen (1914–1979), US-amerikanischer Jurist und Politiker
- Neill, Noel (1920–2016), US-amerikanische Schauspielerin
- Neill, Patrick, Baron Neill of Bladen (1926–2016), britischer Jurist
- Neill, Paul (1882–1968), US-amerikanischer Elektroingenieur
- Neill, Robert (1838–1907), US-amerikanischer Politiker
- Neill, Robert (1853–1928), schottischer Fußballspieler
- Neill, Roy William (1887–1946), irischer Filmregisseur
- Neill, Sam (* 1947), neuseeländischer SchauspielerSam Neill (* 1947)

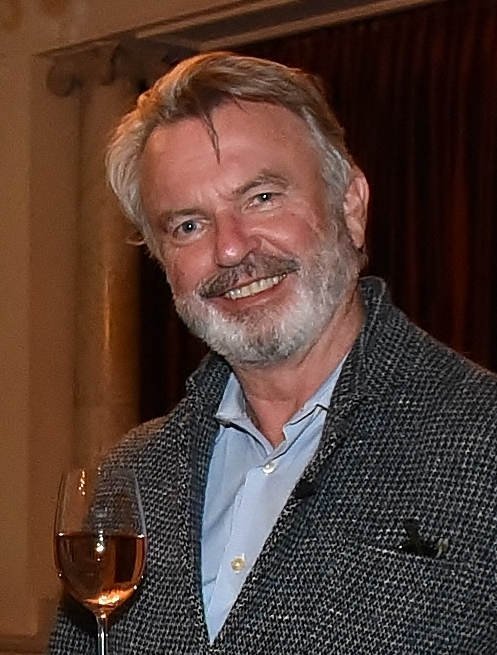
Sam Neill (* 1947)

- Neill, Stephen Charles (1900–1984), schottischer anglikanischer Bischof, Missionar und Hochschullehrer
- Neill, Terry (1942–2022), nordirischer Fußballspieler und -trainer
- Neill, Thomas (* 2002), australischer Schwimmer
- Neill, Ve (* 1951), US-amerikanische Maskenbildnerin
- Neillands, Robin (1935–2006), britischer Autor
- Neilreich, August (1803–1871), österreichischer Botaniker
- Neilsen, Jade (* 1991), australische Schwimmerin
- Neilson Gatenby, Talia (* 2005), britische Tennisspielerin
- Neilson, Alan (* 1972), walisischer Fußballspieler und -trainer
- Neilson, Archibald Johnson († 1942), irischer Schachspieler
- Neilson, Bill (1925–1989), australischer Politiker
- Neilson, Cade (* 2001), kanadisch-britischer Eishockeyspieler
- Neilson, Corey (* 1976), kanadisch-britischer Eishockeyspieler
- Neilson, Daniel (* 1990), britischer Springreiter
- Neilson, Drew (* 1974), kanadischer Snowboarder
- Neilson, Eric (* 1981), kanadischer Skeletonsportler
- Neilson, James (1909–1979), US-amerikanischer Filmregisseur
- Neilson, James Beaumont (1792–1865), schottischer Unternehmer und Erfinder
- Neilson, Jim (1941–2020), kanadischer Eishockeyspieler
- Neilson, Lewis (* 2003), schottischer Fußballspieler
- Neilson, Nellie (1873–1947), amerikanische Historikerin und Hochschullehrerin
- Neilson, Richard Alvin (1937–1997), britischer Botschafter
- Neilson, Robbie (* 1980), schottischer Fußballspieler und -trainer
- Neilson, Roger (1934–2003), kanadischer Eishockeytrainer
- Neilson, Sandy (* 1956), US-amerikanische Schwimmerin
- Neilson, Scott (* 1957), kanadischer Hammerwerfer
- Neilson, Tami (* 1977), kanadische Sängerin
- Neilson, Terry (* 1958), kanadischer Segler
- Neílton (* 1994), brasilianischer Fußballspieler

### Neim
- Neiman, LeRoy (1921–2012), US-amerikanischer Maler
- Neiman, Nancy (* 1933), US-amerikanische Radrennfahrerin
- Neiman, Seth (* 1954), US-amerikanischer Autorennfahrer und Unternehmer
- Neiman, Susan (* 1955), US-amerikanische PhilosophinSusan Neiman (* 1955)

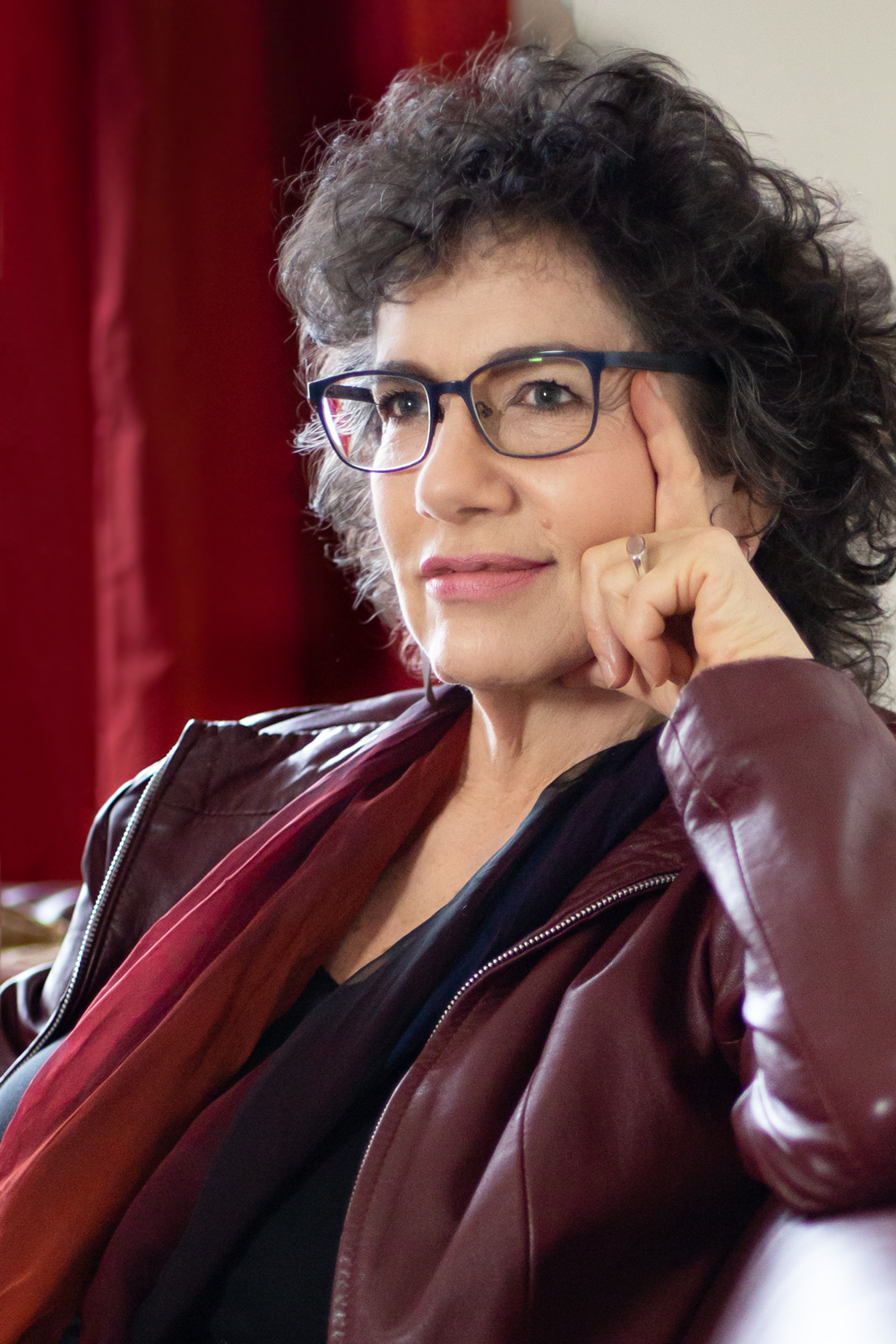
Susan Neiman (* 1955)

- Neiman-Cobb, Becky (* 1975), US-amerikanische Filmproduzentin
- Neimanas, Greta (* 1988), US-amerikanische Radrennfahrerin
- Neimans, Richard von (* 1832), deutscher Jurist, Diplomat und Orientalist; Forschungsreisender in Ägypten
- Neimantas, Karolis (* 1991), litauischer Politiker
- Neimeyer, Robert A. (* 1954), amerikanischer Psychologe, Psychotherapeut und Hochschullehrer
- Neimke, Kathrin (* 1966), deutsche Leichtathletin

### Nein
- Neindorff, Egon von (1892–1944), deutscher Generalleutnant im Zweiten Weltkrieg
- Neindorff, Egon von (1923–2004), deutscher Hippologe
- Neindorff, Erich von (1894–1993), deutscher Politiker (NSDAP), MdR, MdL
- Neindorff, Wilhelm von (1776–1844), preußischer Generalmajor, Inspekteur der Artilleriewerkstätten
- Neinhaus, Carl (1888–1965), deutscher Jurist und Politiker (NSDAP, CDU), MdL
- Neinhaus, Tillmann (1941–2025), deutscher Regionalpolitiker
- Neinhuis, Christoph (* 1962), deutscher Botaniker und Bioniker
- Neininger, Deborah (* 1983), Schweizer Regisseurin
- Neininger, Norbert (1950–2015), Schweizer Journalist und Verleger
- Neininger, Wolfgang (1926–2020), deutscher Komponist, Geiger, Orchesterdirigent und Hochschullehrer
- Néino, Chaïbou (1964–2020), nigrischer Museumleiter
- Neïno, Oumarou (1943–2010), nigrischer Schauspieler

### Neip
- Neipp, Gerhard (1939–2019), deutscher Manager
- Neipp, Karin (* 1947), hessische Politikerin (CDU), Abgeordnete des Hessischen Landtags
- Neipp, Volker (* 1969), deutscher Autor, Studienreiseleiter und Musiker
- Neipp, Wolfgang (* 1961), deutscher Fußballspieler
- Neipperg, Adalbert von (1890–1948), deutscher Benediktiner und Abt
- Neipperg, Adam Albert von (1775–1829), österreichischer General und StaatsmannAdam Albert von Neipperg (1775–1829)

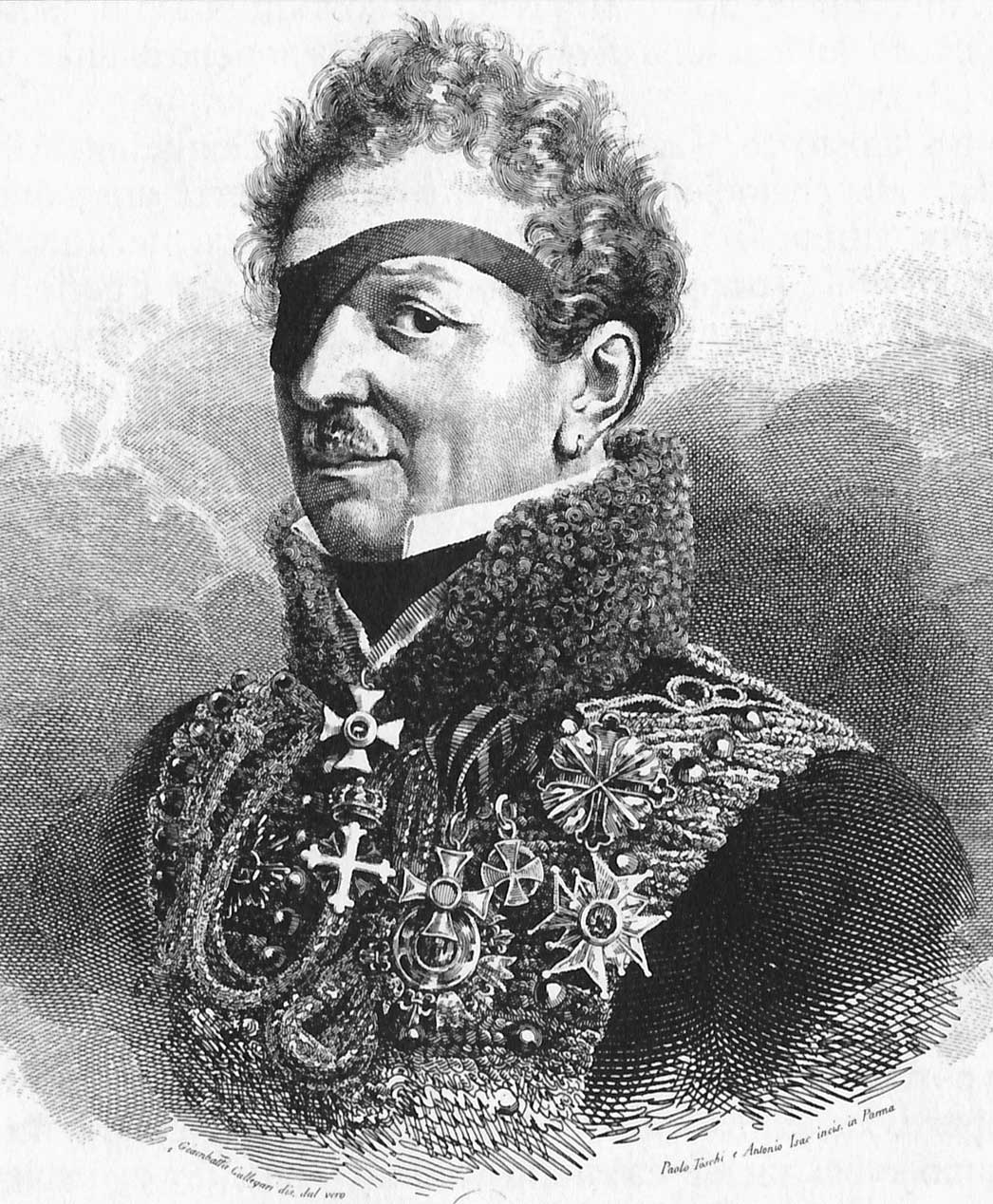
Adam Albert von Neipperg (1775–1829)

- Neipperg, Alfred von (1807–1865), österreichischer Rittmeister und Kämmerer
- Neipperg, Anton Ernst von (1883–1947), deutscher Politiker und Gutsbesitzer
- Neipperg, Conrad, Bürgermeister von Heilbronn
- Neipperg, Eberhard Friedrich von (1655–1725), kaiserlicher Feldmarschall, Oberst des Infanterie-Regiments Nr.7, Gouverneur der Festung Philippsburg, Direktor der Reichsritterschaft des Kantons Kraichgau
- Neipperg, Engelhard von († 1495), Reichsritter
- Neipperg, Erwin von (1813–1897), österreichischer General der Kavallerie
- Neipperg, Margaretha von, Adelige, Benediktinerin, Äbtissin im Kloster Seebach
- Neipperg, Michaela von (1885–1957), deutsche Gräfin, Benediktinerin
- Neipperg, Reinhard von (1856–1919), deutscher Standesherr und Politiker, MdR
- Neipperg, Wilhelm Reinhard von (1684–1774), österreichischer Heerführer

### Neir
- Neira, Ignacio (* 1998), uruguayischer Fußballspieler
- Neira, Jairo (* 1986), chilenischer Fußballspieler
- Neira, Juan Ángel (* 1989), argentinischer Fußballspieler
- Neira, Manuel (* 1977), chilenischer Fußballspieler
- Neira, Maria (* 1962), spanische Ärztin und Direktorin
- Neira, Miguel Ángel (* 1952), chilenischer Fußballspieler
- Neira, Patricio (* 1979), chilenischer Fußballspieler
- Neira, Quique (* 1973), chilenischer Reggae-Musiker
- Neirynck, Frans (1927–2012), belgischer römisch-katholischer Theologe
- Neirynck, Jacques (1931–2025), Schweizer Politiker (CVP), Elektrotechniker, Verbraucherschützer und AutorJacques Neirynck (1931–2025)

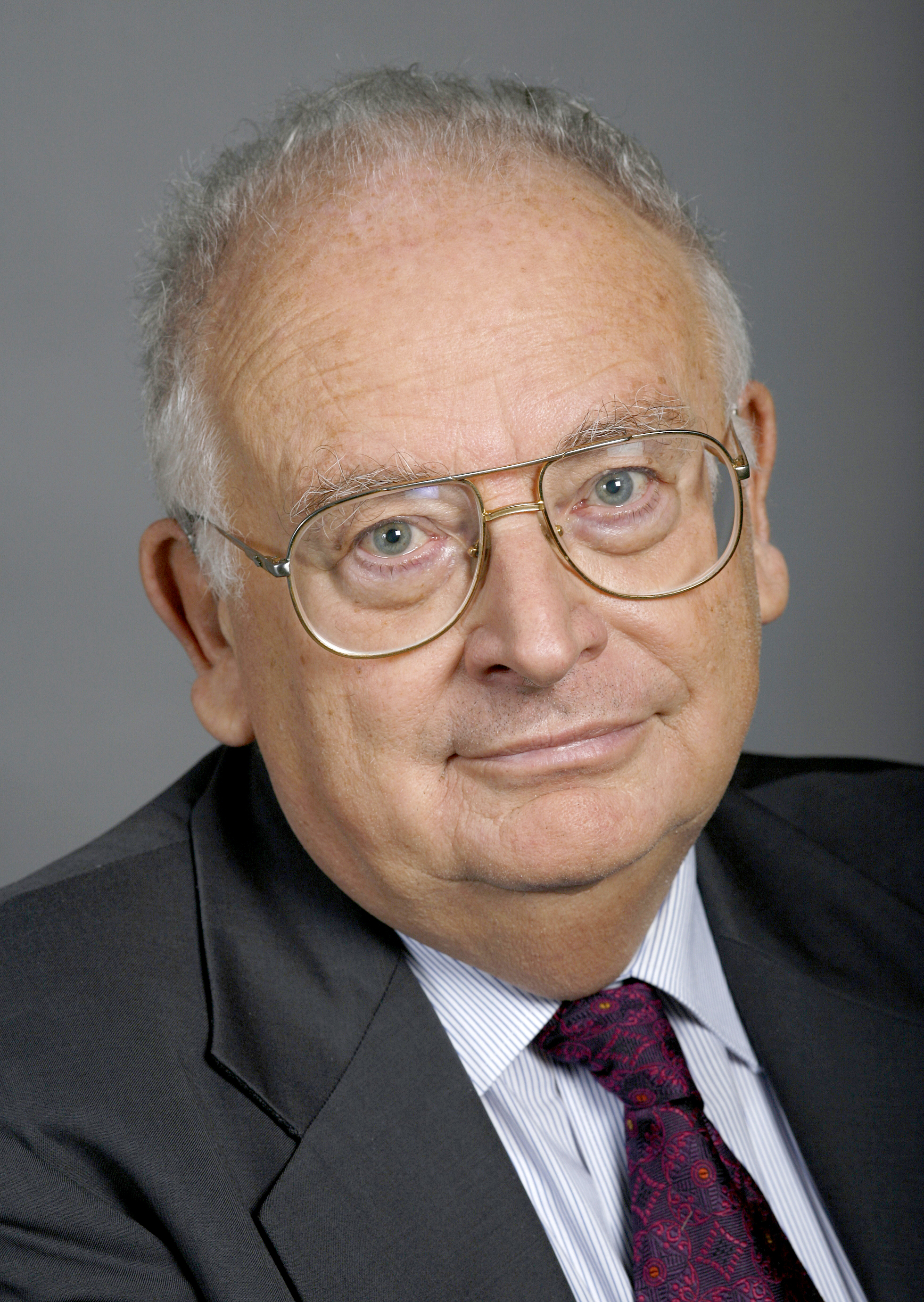
Jacques Neirynck (1931–2025)

- Neirynck, Kevin (* 1982), belgischer Straßenradrennfahrer
- Neirynck, Stijn (* 1985), belgischer Radrennfahrer

### Neis
- Neis, Cordula (* 1971), deutsche Romanistin
- Neis, Fabrício (* 1990), brasilianischer Tennisspieler
- Neis, Paul-Dolf (1933–1996), deutscher Schauspieler, Synchron- und Hörspielsprecher
- Neis, Reagan Dale (* 1976), kanadische Schauspielerin
- Neis, Thomas, deutscher Basketballspieler
- Neischl, Adalbert (1853–1911), deutscher Geologe
- Neischtadt, Anatoli Isserowitsch (* 1950), russischer Mathematiker
- Neischwander, Ludwig (1904–1943), deutscher kommunistischer Widerstandskämpfer
- Neise, Georg Friedrich (1818–1898), deutscher Zeichner
- Neise, Hannah (* 2000), deutsche SkeletonpilotinHannah Neise (* 2000)

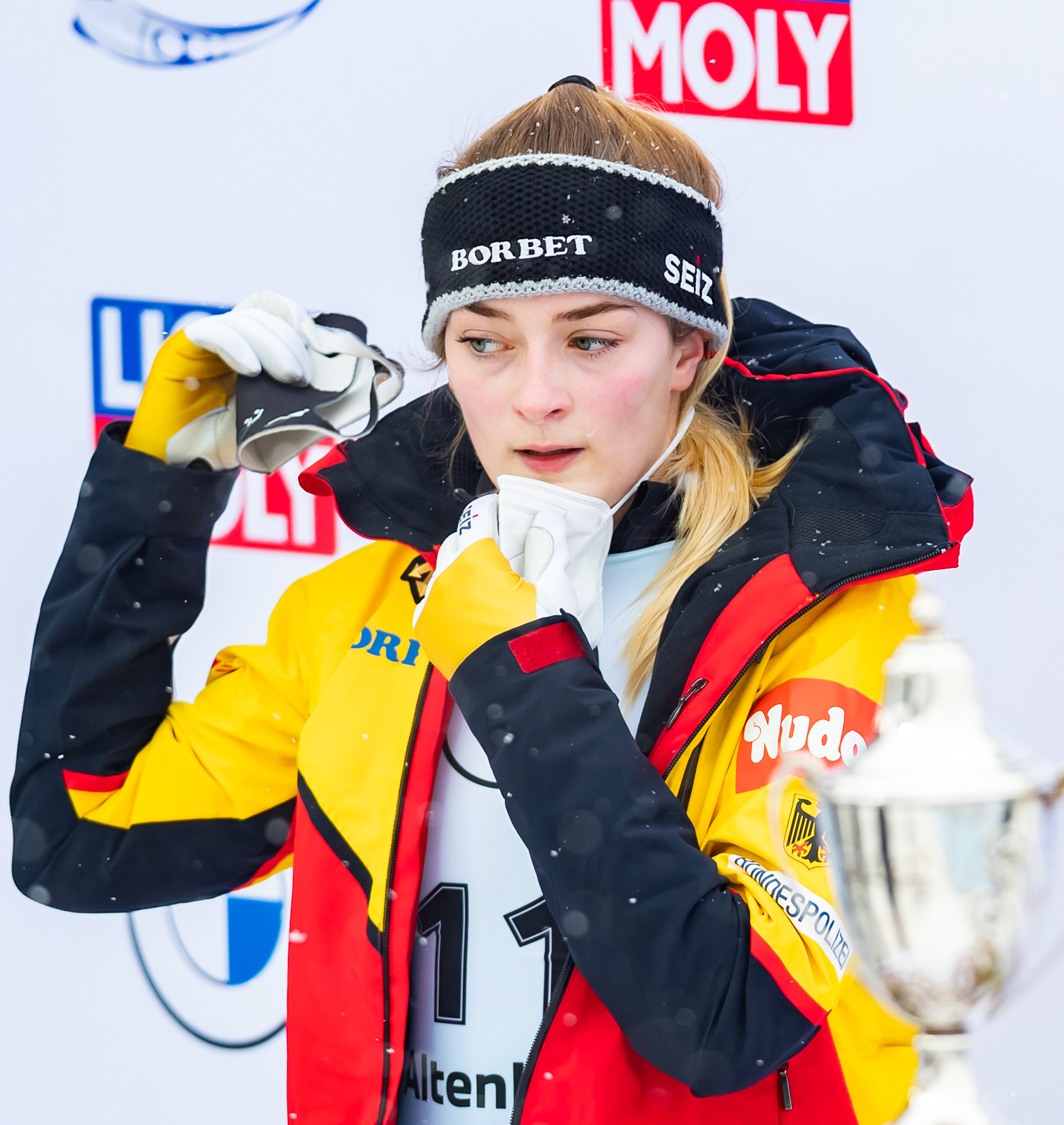
Hannah Neise (* 2000)

- Neise, Ingo (* 1943), deutscher Schauspieler
- Neise, Tanja (* 1973), deutsche Schriftstellerin
- Neisen, Hans-Jürgen (* 1947), deutscher Fußballspieler
- Neisendorfer, Joseph (* 1945), US-amerikanischer Mathematiker
- Neises, Pia (* 1967), deutsche Stepptänzerin, Choreographin und Dozentin
- Neish, Dionne, britische Schauspielerin und Filmproduzentin
- Neish, Robert (* 1940), jamaikanischer Offizier
- Neisinger, Oskar (1919–1985), deutscher katholischer Theologe und Gymnasiallehrer
- Neisinger, Thomas Karl (1955–2024), deutscher Diplomat
- Neisner, Klaus (* 1936), deutscher Fußballspieler
- Neiss, Albrecht (1938–2016), deutscher Medizinstatistiker und Hochschullehrer
- Neiße, Hermann (1888–1932), deutscher Fußballspieler
- Neiße, Max Gustav (1839–1906), Senatspräsident am Reichsgericht
- Neissendorfer, Max (1957–2025), deutscher Jazzmusiker und MusikpädagogeMax Neissendorfer (1957–2025)

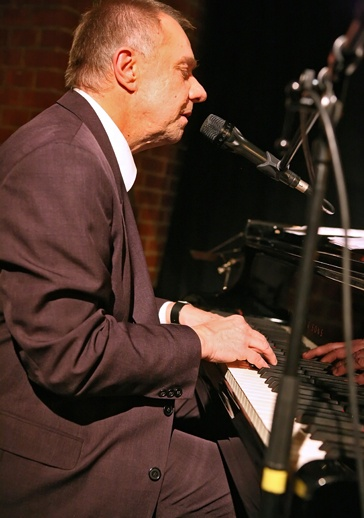
Max Neissendorfer (1957–2025)

- Neisser, Albert (1855–1916), deutscher Dermatologe, Bakteriologe und Sozialhygieniker
- Neisser, Arthur (* 1875), deutscher Musikkritiker
- Neisser, Clemens (1861–1940), deutscher Psychiater
- Neißer, Ernst (1863–1942), deutscher Internist
- Neisser, Fabian (1559–1605), deutscher Maler in Danzig
- Neißer, Friedrich Wenzel (1716–1777), Kirchenliederkomponist der Herrnhuter Brüdergemeine
- Neisser, Gerd (* 1932), deutscher Maler
- Neisser, Hans (1895–1975), deutsch-US-amerikanischer Jurist und Wirtschaftswissenschaftler
- Neisser, Heinrich (* 1936), österreichischer Jurist und Politiker
- Neißer, Horst (* 1943), deutscher Schriftsteller, Bibliothekar und Verleger
- Neisser, Karl (1882–1933), deutscher Schauspieler, Regisseur und Drehbuchautor
- Neisser, Kersten (* 1956), deutsche Ruderin
- Neisser, Max (1869–1938), deutscher Bakteriologe und Hygieniker
- Neißer, Regina (1848–1923), deutsche Schriftstellerin
- Neisser, Ulric (1928–2012), US-amerikanischer Psychologe
- Neisskenwirth, Philipp (* 1989), deutscher Schauspieler
- Neistadt, Jakow Issajewitsch (1923–2023), russischer Schachbuchautor
- Neistat, Casey (* 1981), US-amerikanischer Filmregisseur, Filmproduzent und YoutuberCasey Neistat (* 1981)

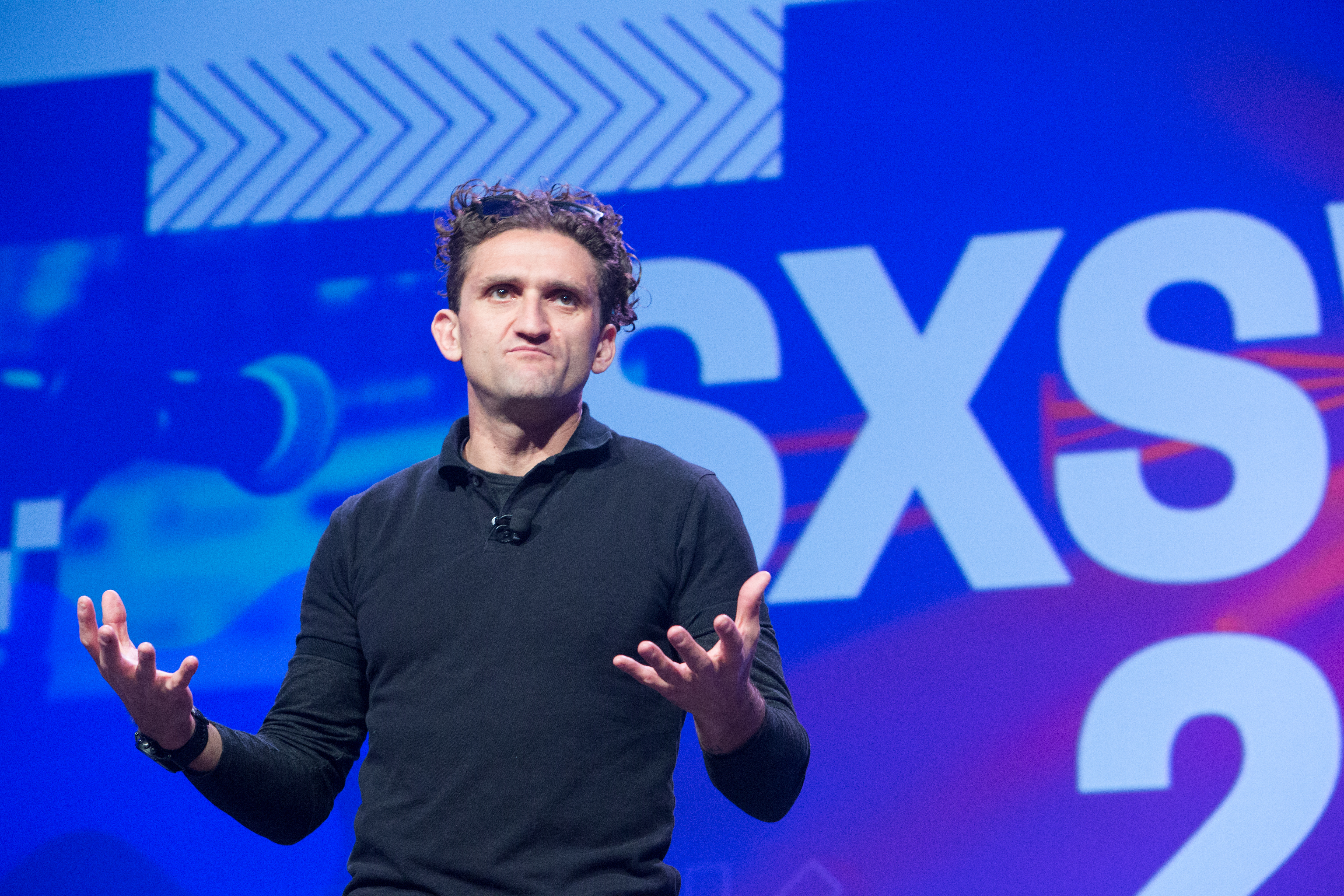
Casey Neistat (* 1981)

- Neiswestny, Ernst Iossifowitsch (1925–2016), sowjetischer bzw. russischer Bildhauer
- Neiswestny, Igor Georgijewitsch (* 1931), ukrainisch-russischer Physiker und Hochschullehrer

### Neit
- Neita, Daryll (* 1996), britische Sprinterin
- Neite, Luke (* 1992), deutscher Schauspieler
- Neith, ägyptische Königin der 6. Dynastie
- Neithardt, August (1793–1861), deutscher Komponist
- Neithardt, Georg (1871–1941), deutscher Richter
- Neithhotep, Frau am altägyptischen königlichen Hof zu Beginn der 1. Dynastie
- Neithold, Hermann Hugo (1862–1939), deutscher Kaufmann und Kunstsammler
- Neitling, Marissa (* 1984), US-amerikanische Fernseh- und Filmschauspielerin
- Neitmann, Klaus (* 1954), deutscher Archivar und Historiker
- Neitsch, Heide (* 1945), deutsche Politikerin (GAL, Bündnis 90/Die Grünen), MdHB
- Neitsch, Meike (* 1963), deutsche Handballspielerin und Handballtrainerin
- Neitschütz, Carl Gottlob von († 1720), kursächsischer Generalleutnant
- Neitschütz, Rudolph von (1627–1703), sächsischer Generalleutnant
- Neitschütz, Wilhelm von (1801–1849), preußischer Jurist, Mitglied der Frankfurter Nationalversammlung und des Preußischen Landtages
- Neitzel, Andreas (* 1964), deutscher Handballspieler
- Neitzel, Drew (* 1985), US-amerikanischer Basketballspieler
- Neitzel, Enrico (* 1977), deutscher Fußballspieler
- Neitzel, Gesa (* 1987), deutsche Autorin und Ex-FernsehredakteurinGesa Neitzel (* 1987)

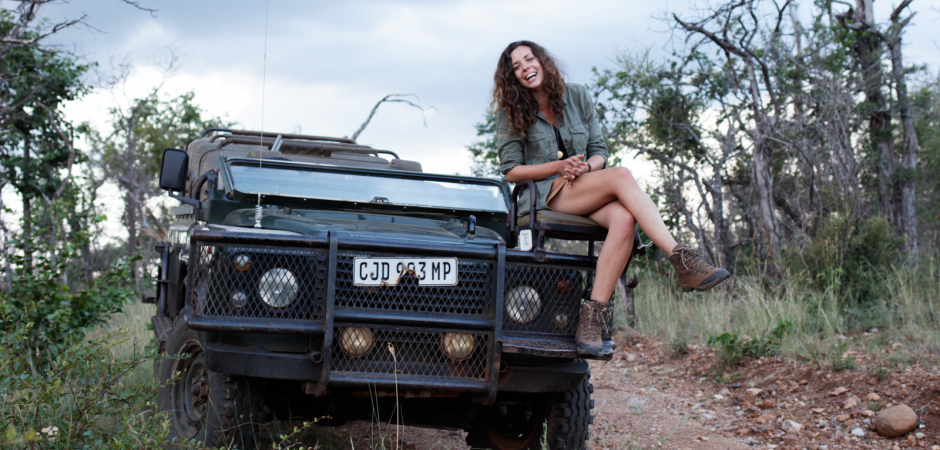
Gesa Neitzel (* 1987)

- Neitzel, Heinz (* 1938), deutscher Klassischer Philologe
- Neitzel, Karl (1901–1966), deutscher Marineoffizier, zuletzt Kapitän zur See der Kriegsmarine
- Neitzel, Karsten (* 1967), deutscher Fußballspieler und -trainer
- Neitzel, Manfred (1934–2022), deutscher Maschinenbau-Ingenieur und Hochschullehrer
- Neitzel, Neithart (1943–2020), deutscher Politiker (FDP), MdL
- Neitzel, Otto (1852–1920), deutscher Komponist, Pianist, Musikschriftsteller und Hochschullehrer
- Neitzel, Rüdiger (* 1963), deutscher Handballspieler
- Neitzel, Sönke (* 1968), deutscher HistorikerSönke Neitzel (* 1968)

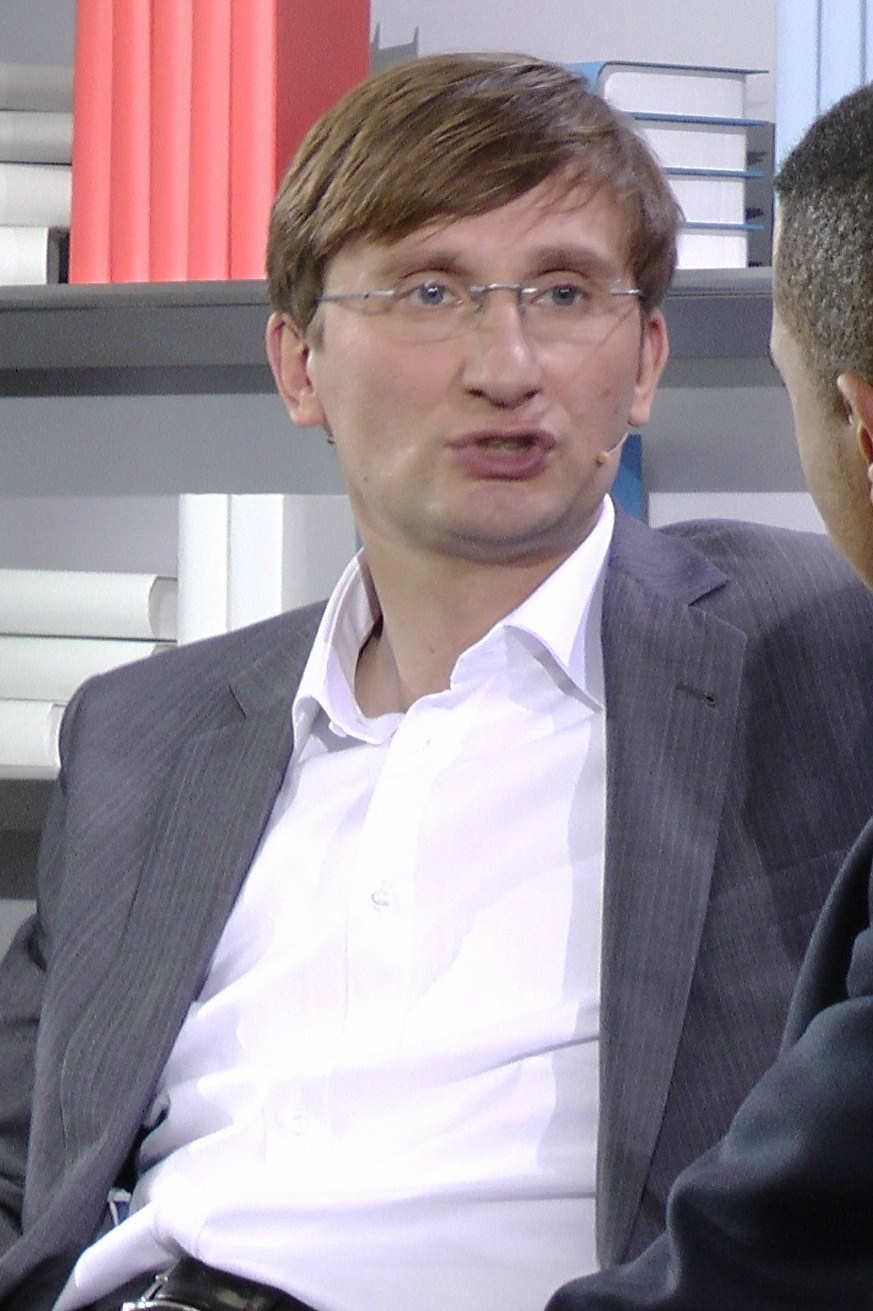
Sönke Neitzel (* 1968)

- Neitzel, Werner (1907–1998), deutscher Schwimmer
- Neitzert, Dieter (* 1932), deutscher Historiker und emeritierter Hochschullehrer
- Neitzert, Lutz (* 1958), deutscher Soziologe, Publizist und Hörfunkjournalist
- Neitzke, Klaus-Peter (* 1967), deutscher Maschinenbauer und Hochschullehrer
- Neitzke, Peter (1938–2015), deutscher Architekt, Lektor und Publizist

### Neiv
- Neiva, Leonardo (* 1977), brasilianischer Fußballtrainer

### Neiw
- Neiwand, Gary (* 1966), australischer Radrennfahrer

### Neiz
- Neiza, Mauricio (* 1981), kolumbianischer Straßenradrennfahrer
- Neizsch, Johann Heinrich, kursächsischer Amtmann